# 劉嘉平

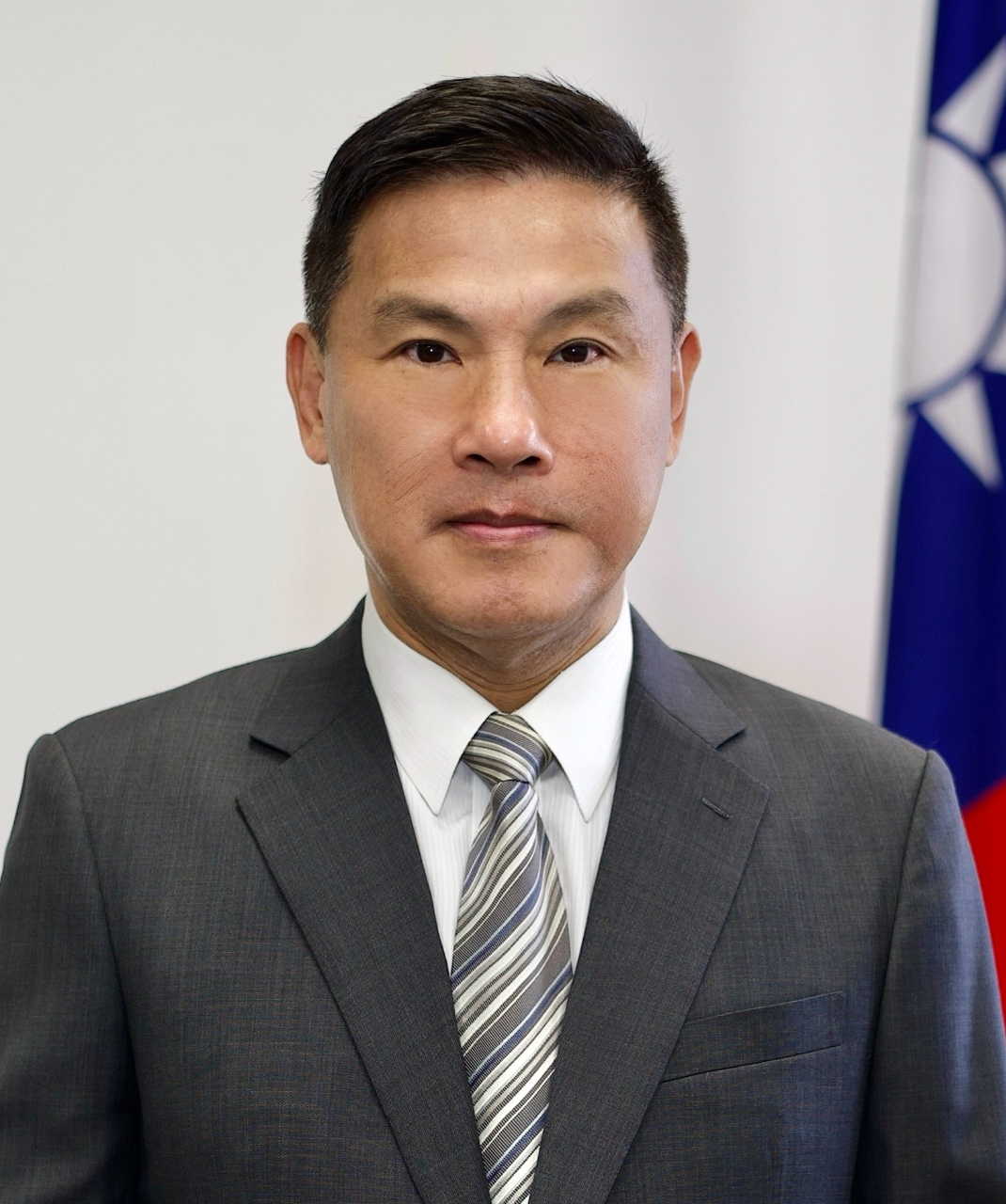
駐關島辦事處刊登肖像照

劉嘉平，中華民國外交官。

## 學歷
- 輔仁大學哲學研究所碩士（論文名稱《孟子心性論研究》[2]）[1]

## 經歷

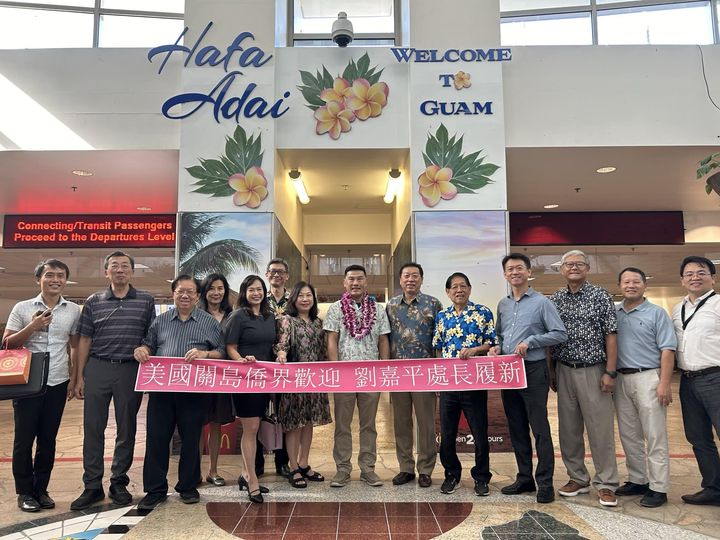
2024年1月12日，駐關島辦事處長劉嘉平（中）抵任履新。

- 外交部亞東太平洋司科員（2000年7月－2005年3月）
- 駐韓國台北代表部秘書（2005年3月－2011年7月）
- 外交部亞東太平洋司科長（2012年1月－2015年1月）
- 駐馬紹爾群島大使館一等秘書（2015年1月－2018年1月）
- 駐馬紹爾群島大使館副參事（2018年1月－2020年5月）
- 駐馬紹爾群島大使館參事（2020年5月－2021年1月）
- 外交部機要事務辦公室參事回部辦事（2022年2月－2023年4月）
- 外交部亞東太平洋司副司長（2023年4月－2024年1月）
- 駐關島臺北經濟文化辦事處總領事銜處長（2024年1月－）[註 1]

| 外交職務      | 外交職務                       | 外交職務 |
| ------------- | ------------------------------ | -------- |
| 前任： 陳盈連 | 中華民國駐關島處長 2024年1月－ | 繼任： ' |